# Bernard de Jussieu
Bernard de Jussieu (Lyon, França, 17 de agosto de 1699 – Paris, 6 de novembro de 1777) foi médico e botânico francês. Era irmão de Antoine de Jussieu e de Joseph de Jussieu.

## Biografia
Bernard de Jussieu iniciou seus estudos num colégio de jesuítas em Lyon, prosseguindo em Paris. Estes estudos foram  interrompidos pelo convite do seu irmão Antoine para irem arborizar na  Espanha e Portugal. Nesta viagem tornou-se um entusiasta pela botânica.
Após o seu retorno, estudou medicina na Universidade de Montpellier, obtendo seu título de doutor médico em 1720, porém exerceu a profissão por pouco tempo. A sua paixão pela botânica levou-o à abandonar  o exercício da medicina. Transferiu-se à convite do seu irmão Antoine para Paris onde, em  1722, assumiu o posto de professor de botânica no Jardim do Rei, que ficou vaga com a morte de  Sébastien Vaillant. Permaneceu nesta instituição durante toda a sua vida, contribuindo com o aumento do herbário, frequentemente às suas custas. Sob  sua direção, o horto medicinal  do jardim assumiu uma proporção considerável, passando a ser chamado de "Gabinete do rei".
De grande modéstia, Bernard permaneceu no seu posto,  não assumindo  o cargo de botânico do rei, que ficou livre após a morte do seu irmão; posto que assumiu o seu  superior L. G. Lemonnier.
Bernard de Jussieu publicou poucas obras. Em 1725 publicou uma versão aumentada da "Histoire des plantes des environs de Paris" de Tournefort, em dois volumes, traduzido para o inglês por John Martyn. No mesmo ano entrou na Academia das Ciências e, em 1727, tornou-se membro da  Royal Society.
Antes de  Abraham Trembley (1700-1784), Bernard  publicou seu trabalho  "Histoire des polypes d'eau douce", onde considerou que os pólipos eram animais e não flores de plantas marinhas, que era a noção da época. Para confirmar suas observações fez três viagens para a costa da Normandia.
Explorou o litoral da Normandia, publicando em 1742 "Mémoires", onde relatou a sua viagem e descreveu as espécies vegetais e animais que encontrou. Foi o primeiro que considerou que as baleias não eram peixes, situando-as na classe dos mamíferos.
Em 1758, Louis XV confiou-lhe a criação de uma escola de botânica nos jardins do  Trianon, no Palácio de Versailles. Em 1759 organizou as plantas do Jardim Real de Trianon sem seguir a classificação de  Linné. Desenvolveu um  sistema novo, baseado nas características morfológicas das plantas. Subdividiu primeiro as espécies em  monocotiledóneas e   dicotiledóneas e, em seguida, agrupou as famílias de acordo com as suas afinidades morfológicas. Este sistema foi retomado e refinado pelo seu sobrinho  Antoine Laurent de Jussieu, tomando forma na sua publicação "Genera plantarum". Não se preocupou em adquirir méritos e nem publicar suas descobertas, a não ser aquelas que se tornaram públicas.
Em  1737, Carl von Linné nomeou em sua homenagem o gênero  Jussieua pertencente a família das  Onograceae, composta por umas trinta e seis  espécies tropicais sul-americanas.
O asteróide 9470 Jussieu leva este nome em homenagem à família  Jussieu.

## Obras
- Histoire des polypes d'eau douce
- Mémoires. Paris, (1742).